# Chirothecia euchira
Chirothecia euchira är en spindelart som först beskrevs av Simon 1901.  Chirothecia euchira ingår i släktet Chirothecia och familjen hoppspindlar. Inga underarter finns listade i Catalogue of Life.